# Kỹ thuật Phần mềm Nghiên cứu
Kỹ thuật Phần mềm Nghiên cứu - Research Software Engineering (viết tắt: RSE) là một phần trong phong trào khoa học mở (Open Science), được định nghĩa là áp dụng các phương pháp trong kỹ thuật phần mềm vào các lĩnh vực nghiên cứu khoa học.
Mặc dù ý tưởng sơ khởi về Kỹ thuật Phần mềm Nghiên cứu đã có từ lâu, nhưng trong lĩnh vực nghiên cứu khoa học, chủ đề này ít được quan tâm đề cập và không có một định nghĩa rõ ràng nào cho đến đầu những năm 2010. Thuật ngữ Research Software Engineering lần đầu tiên được đề cập vào năm 2010 trong một bài báo khoa học về việc sử dụng các ứng dụng phần mềm trong các công việc nghiên cứu khoa học . Cho đến năm 2012, Hội nghị Nghiên cứu Kỹ thuật số (Digital Research Conference) tại Oxford (Anh quốc) đã chính thức cho ra đời phong trào RSE .

## Mục tiêu và Phương pháp
Mục tiêu chính của Research Software Engineering là tạo ra các phần nghiên cứu có độ chính xác cao, tính tái sử dụng và là nguồn mở. Trên hết, nhờ mục tiêu này nó giúp đảm bảo khả năng tái thực hiện lại các kết quả nghiên cứu. Research Software Engineering sử dụng các phương pháp phổ biết từ kỹ thuật phần mềm, điều mà hiện nay đang ít được sử dụng trong môi trường khoa học thông thường. Chúng bao gồm:
- Quản lý phiên bản (Version control)
- Kiểm thử phần mềm (Software testing)
- Tài liệu hoá phần mềm (Documentation)
- Clean Code
- Mẫu thiết kế phần mềm (Design pattern)

## Các tổ chức cấp quốc gia
Mặc dù đây là ngành còn non trẻ, nhưng các hiệp hội chuyên gia đã được ra đời ở nhiều quốc gia khác nhau với mục đích là thúc đẩy Research Software Engineering. Ngoài việc chuyên nghiệp hoá việc phát triển phần mềm trong nghiên cứu, một trọng tâm quan trọng đó là thiết lập việc phát triển phần mềm khoa học như là một phần thiết yếu, đặc biệt là với các nhà khoa học trẻ .

### Nước Đức
Tại Đức, tổ chức de-RSE e.V. đã được công nhận là một tổ chức phi lợi nhuận và được xem là tổ chức đầu tiên của Hiệp hội Kỹ thuật Phần mềm Nghiên Cứu (Research Software Engineering Association) tại Đức từ tháng 11 năm 2018 và có trụ sở tại Berlin. Các tổ chức địa phương (tính đến tháng 1 năm 2021)  cũng được hình thành và hoạt động trong tổ chức chính là:
- Aachen
- Berlin/Brandenburg
- München
- Münster

Kể từ năm 2019, de-RSE e.V. đã tổ chức hội nghị chuyên gia thường niên về Research Software Engineering dưới tên gọi deRSE.
Trong năm 2020, de-RSE e.V. đã xuất bản một bài báo quan điểm về Research Software Engineering tại Đức  đựa trên sự thúc đẩy của cộng đồng.

### Vương quốc Anh
Hiệp hội Các kỹ sư Phần mềm Nghiên cứu Vương quốc Anh (UK Research Software Engineers Association) được thành lập từ năm 2013 và trở thành thành viên của Hiệp hội Kỹ thuật Phần mềm Nghiên Cứu (Society of Research Software Engineerin) vào năm 2019. Đây là hiệp hội đầu tiên trên thế giới quan tâm đến chủ đề phần mềm khoa học ổn định. Hiệp hội này được thành lập từ một hội nghị tại Queen's College (Oxford) vào năm 2012 . Hiện tại (tính đến tháng 1 năm 2021), tổ chức này bao gồm 28 tổ chức địa phương , chủ yếu đặt tại các trường đại học hoặc cao đẳng.

### Hà Lan
Hiệp hội NL-RSE là một hiệp hội về Research Software Engineering được thành lập vào tháng 4 năm 2017. Hiệp hội này (tính đến tháng 1 năm 2021) có hơn 200 thành viên ở hơn 30 tổ chức trên cả nước Hà Lan.

### Hoa Kỳ (Mỹ)
Hiệp hội Kỹ thuật Phần mềm Nghiên cứu Hoa Kỳ (US Research Software Engineering Association) là một hiệp hội về RSE tại nước Mỹ. Nó được thành lập dựa trên các mô hình hiệp hội ở Anh, Đức và Hà Lan. Hiệp hội này (tính đến tháng 1 năm 2021) có 15 tổ chức ở các địa phương  tại các trường đại học danh tiếng là MIT, Harvard, Princeton, Stanford và các đại học khác.

### Các quốc gia khác
Bên cạnh các tổ chức đã được thành lập ở Anh, Đức, Hà Lan và Hoa Kỳ, các tổ chức RSE nhỏ hơn trên thế giới đã và đang được thành lập đó là:
- Nordic RSE (Khu vực Bắc Âu - Scandinavia)
- Be-RSE (Vương quốc Bỉ)
- RSE-AUNZ (Úc và New Zealand)

In addition to the already established initiatives in the UK, Germany, the Netherlands and the USA, there are other smaller RSE organizations around the world that are being established. These include: